# Wiener Blut
Denna artikel handlar om operetten "Wiener Blut", för valsen med samma namn se Wiener Blut (vals).
Wiener Blut är en komisk operett i tre akter med musik av Johann Strauss den yngre till text av Victor Léon och Leo Stein. Den framfördes första gången den 25 oktober 1899 på Carltheater i Wien.

## Historia
Teaterdirektören vid Carltheater i Wien, Franz Jauner, hade 1898 frågat Johann Strauss om man inte kunde göra en operett genom att återvinna gammal, bortglömd musik av Strauss. Kompositören hade rest några invändningar, förutsatt att han själv slapp arbetet då han vid tillfället var upptagen med sin balett Aschenbrödel. Victor Léon och Leo Stein levererade librettot och kapellmästaren Adolf Müller junior arrangerade musiken.
Müller satte på egen hand ihop musiken från åtminstone 31 verk av Strauss och gjorde själv arrangemangen. De mest kända var exempelvis valserna Wiener Blut och Morgenblätter, samt polkan Leichtes Blut), men han tog även med mycket tidiga verk från 1840-talet. Müller begränsade sig dock inte enbart till Johann Strauss verk, utan tog med några av brodern Josef Strauss alster. Textförfattarna Léon och Stein skrev handling och sångtexter och ställdes inför den inte helt lätta uppgiften att skriva sångbara texter till färdiga musikstycken och som också skulle resultera i en användbar berättelse. På grund av att Müller inte ägde rättigheterna till de allra tidigaste verken blev valet av musiknummer begränsade till verk från op. 279 (Morgenblätter) och framåt, vari ingick alster tillhörande Strauss största konstnärliga period.
Med ett nytt verk av valskungen hoppades Jauner att han kunde rädda teatern från en förestående konkurs. Inledningsvis hade Strauss tänkt sig att verket skulle sättas upp på Theater an der Wien, men man kom inte överens om ersättningen. Dessvärre avled Johann Strauss den 3 juni innan operetten fick sin premiär den 25 oktober 1899 på Carltheater dirigerad av ingen mindre än Arnold Schönberg. Januer hade gjort en påkostad produktion och förväntade sig en stor succé, men fick besviken se att verket endast spelades 30 gånger innan den fick ge plats för Sidney Jones operett Geishan. Utblottad sköt Jauner sig vid sitt skrivbord den 23 februari 1900 efter att hans ekonomiska vågspel med Wiener Blut hade ruinerat honom.
Fem år senare satte Theater an der Wien upp operetten med en något annan handling och musikarrangemang, och lyckades göra verket livskraftigt in på 2000-talet.

## Wienerblod och blått blod
Med "Wienerblod" menas motsatsen till "blått blod"; den står inte för snobbism eller arrogans hos överklassen, utan för en sorglös livsstil som alla kan åtnjuta oavsett social klass.

## Personer

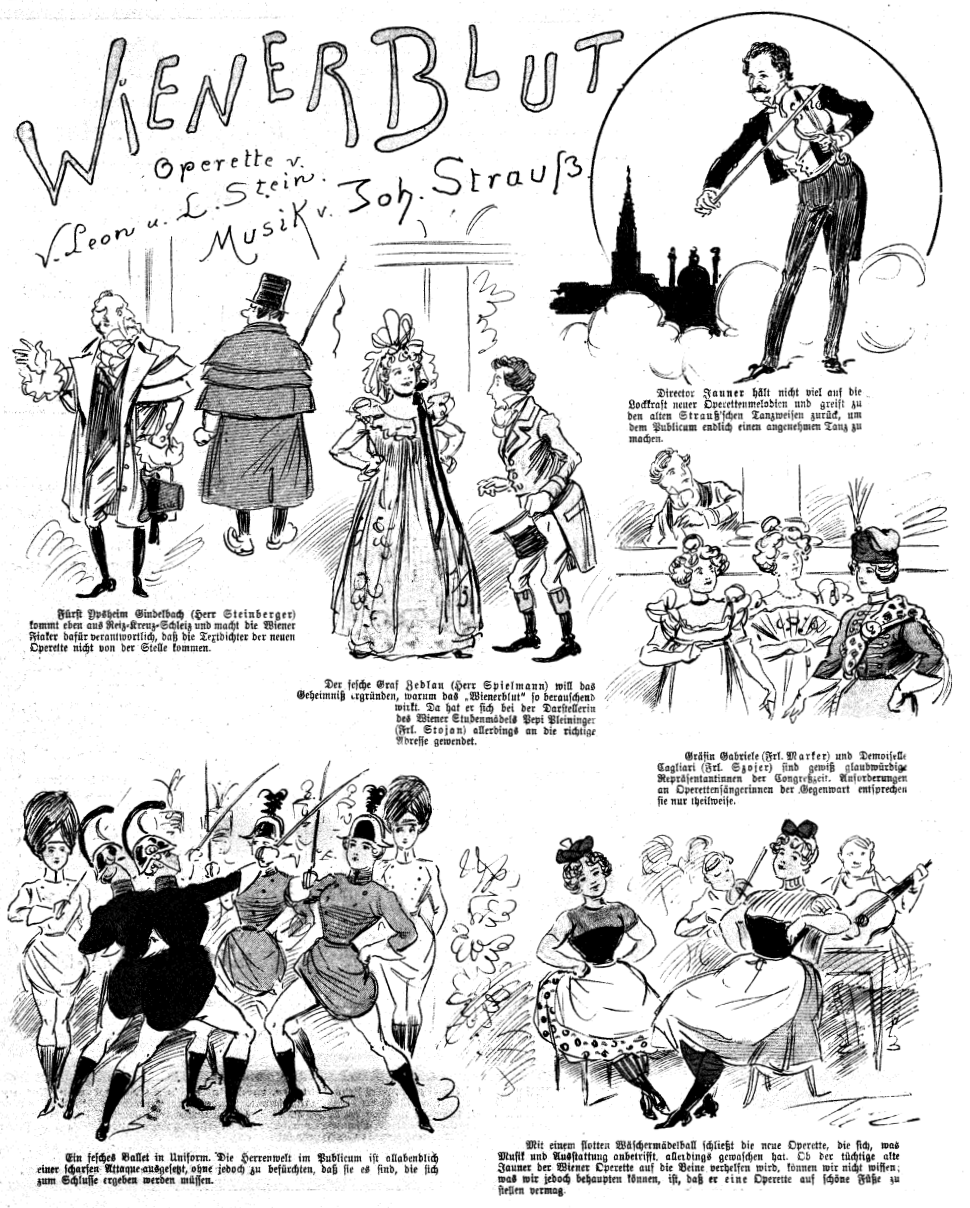
Teckning i tidningen Der Floh efter premiären.

| Roller                             | Stämma  |
| ---------------------------------- | ------- |
| Prins Ypsheim-Gindelbach, minister | baryton |
| Greve Balduin Zedlau               | tenor   |
| Grevinnan Gabriele Zedlau          | sopran  |
| Greve Bitowski                     | talroll |
| Franziska Cagliari                 | sopran  |
| Kagler                             | bas     |
| Pepi Pleininger                    | sopran  |
| Josef                              | baryton |
| Lisi vom Himmelpfortgrund          |         |
| Lori vom Thurybrückert             |         |

## Handling
Den levnadsglade Gabriele är gift med greve Balduin Zedlau, sändebud från Reuß-Schleiz-Greiz. Efter en tid visar sig greven vara riktigt trångsynt och eftersom han saknar "wienerblod" flyttar Gabriele hem till sina föräldrar. Den övergivne Zeidlau inleder en affär med den vackra Franziska Cagliari. Därtill kastar han även ögon på sin betjänt Josefs väninna Pepi Pleininger. Gabriele får höra om makens äventyr och kommer genast hem igen. Efter diverse förväxlingar träffas alla vid vinfesten "Heurigen" i Hietzing. Gabriele åtföljs av prins Ypsheim-Gindelbach, premiärminister i Reuß-Schleiz-Greiz och Balduins chef. Greven roar sig med Pepi och Josef med den vackra Franziska. Men allt ordnar upp sig och paren finner varandra (Gabriele och Balduin, Pepi och Josef, Cagliari och Ypsheim-Gindelbach) och alla erkänner att det var "wienerblodets" fel.

## Musiken

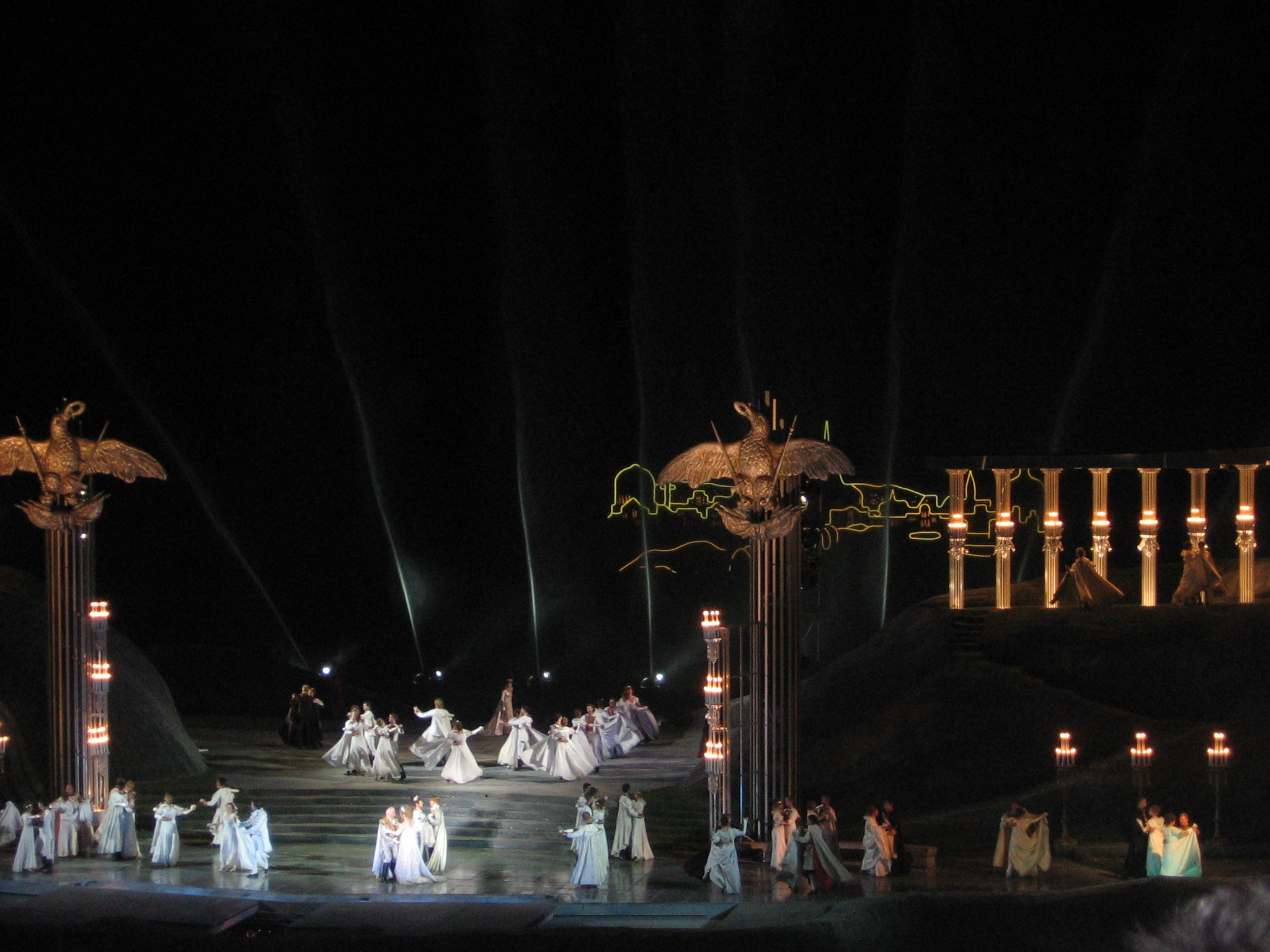
Uppsättning av Wiener Blut 2007 vid Sjöfestspelen Mörbisch i Österrike.

Nr. 1a Lied: Ich such jetzt da, ich such jetzt dort (Josef)
Nr. 1b Duett: Pepi, Er? (Franzi, Josef)
Nr. 2 Duett: Grüß Gott mein liebes Kind (Franzi, Greven)
Nr. 3 Duett: Na also schreib und tu nicht schmieren (Greven, Josef)
Nr. 4 Duett: Wünsch gut'n Morgen Herr von Pepi (Pepi, Josef)
Nr. 5 Final I: Da ist sie ja! O kruzineser (alla)
Nr. 6 Polonaise: Ach wer zählt die vielen Namen (kör)
Nr. 7 Duett: Das eine kann ich nicht verzeihen...Wiener Blut (Grevinnan, Greven)
Nr. 8 Lied: Als ich ward ihr Mann (Greven)
Nr. 9 Scen och Duettino: So nimm mein süßer Schatz (Greven, Pepi, Josef)
Nr. 10 Lied: Beim Wiener Kongresse (Damkör)
Nr. 11 Final II: A, jetzt heißt es operieren (alla)
Nr. 12 Mellanaktsmusik och G'stanzeln: Gehts und verkaufts mei G'wand (Pepi, Lissi, Lori)
Nr. 13 Sextett: O kommen Sie und zögern Sie nicht länger (Franzi, Pepi, Grevinnan, Greven, Josef, Minister)
Nr. 14 So wollen wir uns denn verbünden (Franzi, Grevinnan)
Nr. 15 Schlußgesang (Finale III): Wiener Blut (alla)

## Musiksammanställning
| Verktitel, opustal                               | Uruppförande                            | Operetten "Wiener Blut" (1899): Akt, Scen, Textställe                                                                        |
| ------------------------------------------------ | --------------------------------------- | --- |
| An der schönen blauen Donau, op. 314             | Dianabad-Saal 15 februari 1867          | III. Akt, Nr. 11: „Auf zum Tanz! Walzersang, ach dein Klang...“ (Ensemble)                                                   |
| Auf zum Tanze!, op. 436                          | Hemma hos Johann Strauss 3 mars 1888    | III. Akt, Nr. 13: „Lockt Sie denn die Laube nicht?“ (Grevinnan-Ministern)                                                    |
| Ballsträusschen, op. 380 (Trio)                  | Sophienbadsaal 19 februari 1878         | II. Akt, Nr. 9: „Der Herr Graf - hast ihn denn gesehen? - Ich? Nein, nein!“ (Pepi-Josef)                                     |
| Bei uns z'Haus, op. 361 (Vals 1)                 | Neue Welt (Hietzing) 6 augusti 1873     | III. Akt, Nr. 12, Instrumentalt                                                                                              |
| Bei uns z'Haus, op. 361 (Inledning)              | Neue Welt (Hietzing) 6 augusti 1873     | III. Akt, Nr. 12, Instrumentalt                                                                                              |
| Bei uns z'Haus, op. 361 (Vals 4)                 | Neue Welt (Hietzing) 6 augusti 1873     | III. Akt, Nr. 12: „Geht’s und verkauft’s mei G’wand“ (Volkssänger)                                                           |
| Deutscher Krieger-Marsch, op. 284                | Volksgarten 28 februari 1864            | II. Akt, Nr. 10 (Grevinnan entréaria): „Bei dem Wiener Congresse gibt die Wiener Comtesse“ (Damkör)                          |
| Ein Herz, ein Sinn, op. 323                      | Redoutensaal i Hofburg 11 februari 1868 | II. Akt, Nr. 9: „Geh’ schau, mein lieb’s Schatzerl“ (Josef-Pepi)                                                             |
| Fata morgana, op. 330                            | Blumensäle 1 februari 1869              | III. Akt, Nr. 13: „Hier sind die Lauben, hier sollt’ sie warten“ (Greven)                                                    |
| Fest-Polonaise, op. 352                          | Volksgarten 15 september 1871           | II. Akt, Nr. 6, Instrumentalt och: „Ach, wer zählt die vielen Namen“ (kör)                                                   |
| Feuilleton-Walzer, op. 293                       | Sophienbad-Saal 24 januari 1865         | I. Akt, Nr. 1b: „Fünf volle Tag, ich sag, fünf Tag, hab seinen Herrn ich nicht gesehen“ (Franziska)                          |
| Freikugeln, op. 326                              | Pratern, Schützen-Halle 27 juli 1868    | I. Akt, Final: „Nein, nein, daraus werd ich nicht klug“ och „Dahinter steckt wohl ein Betrug“ (Ensemble)                     |
| Freuet euch des Lebens, op. 340                  | Musikverein 15 januari 1870             | II. Akt, Final: „Ich habe gewonnen, ich habe gesiegt“ (Minister)                                                             |
| Geschichten aus dem Wienerwald, op. 325 (Vals 1) | Volksgarten 19 juni 1868                | I. Akt, Inledning, Instrumentalt                                                                                             |
| Gut bürgerlich, op. 282                          | Redoutensaal i Hofburg 26 januari 1864  | II. Akt, Nr. 7: „Ich bin ein echtes Wienerblut ...“ (Grevinnan) och „Ich ward ein Mann von Welt“ (Greven)                    |
| Jubelfest-Marsch, op. 396                        | Theater an der Wien 10 maj 1881         | III. Akt, Nr. 11, Instrumentalt                                                                                              |
| Leichtes Blut, op. 319                           | Volksgarten 10 mars 1867                | I. Akt, Nr. 4: „Mir scheint, du willst spassen ...“ (Pepi) och „Draußt in Hietzing“ (Josef-Pepi)                             |
| Leichtes Blut, op. 319                           | Volksgarten 10 mars 1867                | II. Akt, Nr. 9: „Draußt in Hietzing“ (Josef-Pepi) och „Ah, das könnt mir passen, ah mich stehn zu lassen“ (Pepi)             |
| Lob der Frauen, op. 315                          | Volksgarten 17 februari 1867            | II. Akt, Nr. 11: „Es gibt im Leben oft Momente“ (Grevinnan-Minister)                                                         |
| Louischen-Polka, op. 339                         | Pavlovsk 22 september 1869              | II. Akt, Nr. 11: „Es gibt im leben oft Momente“ (Pepi) och „Draußt in Hietzing“ (Josef-Pepi)                                 |
| Morgenblätter, op. 279 (Vals 1)                  | Sophienbad-Saal 12 januari 1864         | I. Akt, Nr. 5: „Grüß dich Gott, du liebes Nesterl“ (Grevinnan)                                                               |
| Morgenblätter, op. 279 (Inledning)               | Sophienbad-Saal 12 januari 1864         | III. Akt, Nr. 13: „Rasch eine Laube! Ist die da frei?“ (Franziska-Josef)                                                     |
| Myrthenblüthen, op. 395 (Valser 1+2)             | Redoutensäle i Hofburg 7 maj 1881       | I. Akt, Nr. 5: „Wie hab auf dir ich musiziert, armes Spinett“ och „Mein Schlafgemach, es scheint wohl verlassen“ (Grevinnan) |
| Neu-Wien, op. 342 (Inledning)                    | Dianabad-Saal 13 februari 1870          | I. Akt, Nr. 3 (Brevscen): „Du lieber Schatz, ich muss dir gestehn“ (Greven-Josef)                                            |
| Neu Wien, op. 342 (Vals 1a)                      | Dianabad-Saal 13 februari 1870          | I. Akt, Nr. 3: „Du süßes Zuckertäuberl mein, o komm, o komm zum Stelldichein“ (Greven)                                       |
| Neu Wien, op. 342 (Vals 1b)                      | Dianabad-Saal 13 februari 1870          | I. Akt, Nr. 3: „Glaubst du, sie kommt hinaus?“ (Greven)                                                                      |
| Neu Wien, op. 342 (Vals 1a och inledning)        | Dianabad-Saal 13 februari 1870          | II. Akt, Nr. 9: „Will später dich dann fragen“ (Greven)                                                                      |
| Newa-Polka, op. 288                              | Pavlovsk 27 september 1864              | II. Akt, Nr. 8: „Als ich ward ihr Mann“ (Greven)                                                                             |
| Patronessen-Polka, op. 286                       | Sophienbad-Saal 2 februari 1864         | I. Akt, Nr. 5: „Ich kann mich nicht beklagen ...“ (Franziska)                                                                |
| Postillon d’amour, op. 317                       | Volksgarten 10 mars 1867                | I. Akt, Nr. 1 (Entréaria): „Ich such jetzt da, ich such jetzt dort“ (Josef)                                                  |
| Rasch in der That, op. 409                       | Sophienbad-Saal 29 januari 1883         | I. Akt, Nr. 2: „Grüß Gott, mein liebes Kind! – Gut’n Tag, mein Herr!“ (Greven-Franziska)                                     |
| Serail-Tänze, op. 5 (Inledning)                  | Dommayers Casino 19 november 1844       | I. Akt, Nr. 5: „Des Landes Reuss-Schleiz-Greiz Verweser ...“ (Minister)                                                      |
| Stadt und Land, op. 322                          | Blumensäle 19 januari 1868              | I. Akt, Nr. 2: „Dann und wann muss man doch auch bei der Frau sein“ (Greven)                                                 |
| Waldine, op. 385                                 | Musikverein 7 december 1879             | I. Akt, Nr. 5: „Ich weiß, was Sie erklären wollen und kann nur Beifall zollen“ (Minister)                                    |
| Wein, Weib und Gesang, op. 333 (Vals 1)          | Dianabad-Saal 2 februari 1869           | III. Akt, Nr. 13: „Stoß an, stoß an, du Liebchen mein“ (Greven)                                                              |
| Wein, Weib und Gesang, op. 333 (Vals 2)          | Dianabad-Saal 2 februari 1869           | II. Akt, Nr. 11: „Die Damen erlauben, dass bekannt ich sie mache“ (Minister)                                                 |
| Wein, Weib und Gesang, op. 333 (Vals 3a)         | Dianabad-Saal 2 februari 1869           | II. Akt, Nr. 11: „Das ist ein Spaß, das seh ich genau“ (Greven) och „Die Wienerstadt, sie hat ein Symbol“ (Ensemble)         |
| Wein, Weib und Gesang, op. 333 (Vals 3b)         | Dianabad-Saal 2 februari 1869           | II. Akt, Nr. 11: „Und ich hab ihn net g'funden, ich bin doch ein Schaf“ (Josef+Ensemble)                                     |
| Wein, Weib und Gesang, op. 333 (Vals 4a)         | Dianabad-Saal 2 februari 1869           | III. Akt, Nr. 14: „Schlau und fein! Schlau und fein! Alles will erobert sein!“ (Grevinnan)                                   |
| Wein, Weib und Gesang, op. 333 (Vals 4b)         | Dianabad-Saal 2 februari 1869           | II. Akt, Nr. 11: „Ha, ha, ha! Halten mich zum Besten da!“ (Ensemble)                                                         |
| Wiener Blut, op. 354 (Valser 1a+b)               | Musikverein 22 april 1873               | II. Akt, Nr. 7: „Wiener Blut, Wiener Blut! Eigner Saft voller Kraft, voller Glut!“ (Greven-Grevinnan)                        |
| Wiener Blut, op. 354 (Vals 1a)                   | Musikverein 22 april 1873               | III. Akt, Nr. 15: „Wiener Blut, Wiener Blut! Eigner Saft voller Kraft, voller Glut!“ (Ensemble och kör)                      |
| Wiener Blut, op. 354 (Vals 4a)                   | Musikverein 22 april 1873               | II. Akt, Nr. 11: „Ja aber - So schweig! - Ich kenn doch - Sei still!“ (Josef-Pepi)                                           |
| Wildfeuer, op. 313                               | Volksgarten 18 november 1866            | I. Akt, Nr. 4: „Wünsch guten Morgen Herr von Pepi“ (Pepi-Josef)                                                              |
| Wo die Zitronen blühen, op. 364                  | Teatro Regio di Torino 9 maj 1874       | I. Akt, Nr. 8: „Was nützt der gute Vorsatz mir?“ (Greven)                                                                    |